# Pedro Vélez
José Pedro Vélez y Zúñiga (Zacatecas, 28 juli 1787 - Mexico-Stad, 5 augustus 1848) was een Mexicaans politicus en jurist.
Vélez was afkomstig uit een welgestelde Spaans-Baskische familie uit Zacatecas. Hij studeerde rechtsgeleerdheid in Zacatecas in Mexico-Stad en werd advocaat. In 1828 werd hij voorzitter van het Hooggerechtshof. Na het aftreden van president José María Bocanegra op 23 december 1829 werd Vélez tot voorzitter benoemd van een triumviraat waarin Luis de Quintanar en Lucas Alamán de andere leden waren. Op de eerste dag van 1830 droeg Vélez de macht over aan Anastasio Bustamante. Vervolgens trok hij zich terug uit het openbare leven, maar werd opnieuw voorzitter van het hooggerechtshof in 1844 en een aantal maanden in 1846. Hij overleed twee jaar later.